# Нахічеванський тролейбус
Нахічевáнський тролéйбус (аз. Naxçıvan trolleybusu) — закрита тролейбусна система, що була частиною громадського транспорту в столиці Нахічеванської Автономної Республіки в місті Нахічевань, Азербайджан.

## Історія
Тролейбусний рух в Нахічевані було відкрито 3 листопада 1986 року. За всю історію тролейбусна система складалася з трьох маршрутів (№ 1—3). У квітні 2004 року останній кільцевий, маршрут № 3, був закритий, а тролейбуси через різку потребу в металобрухті були розрізані, а контактний провід і опори демонтовані під час ремонту автошляхів. Тролейбусна система остаточна закрита у квітні 2004 року.

## Маршрути
| 1 | Вокзал — Лікарня — Вокзал                    |           |
| 2 | Вокзал — площа Короглу — Актовокзал — Вокзал |           |
| 3 | Палац культури — Лікарня — Палац культури    | Кільцевий |

## Рухомий склад
Станом на 1990 рік на балансі нахічеванського тролейбусного парку перебувало 29 тролейбусів моделі ЗіУ-682.